# Eneloop

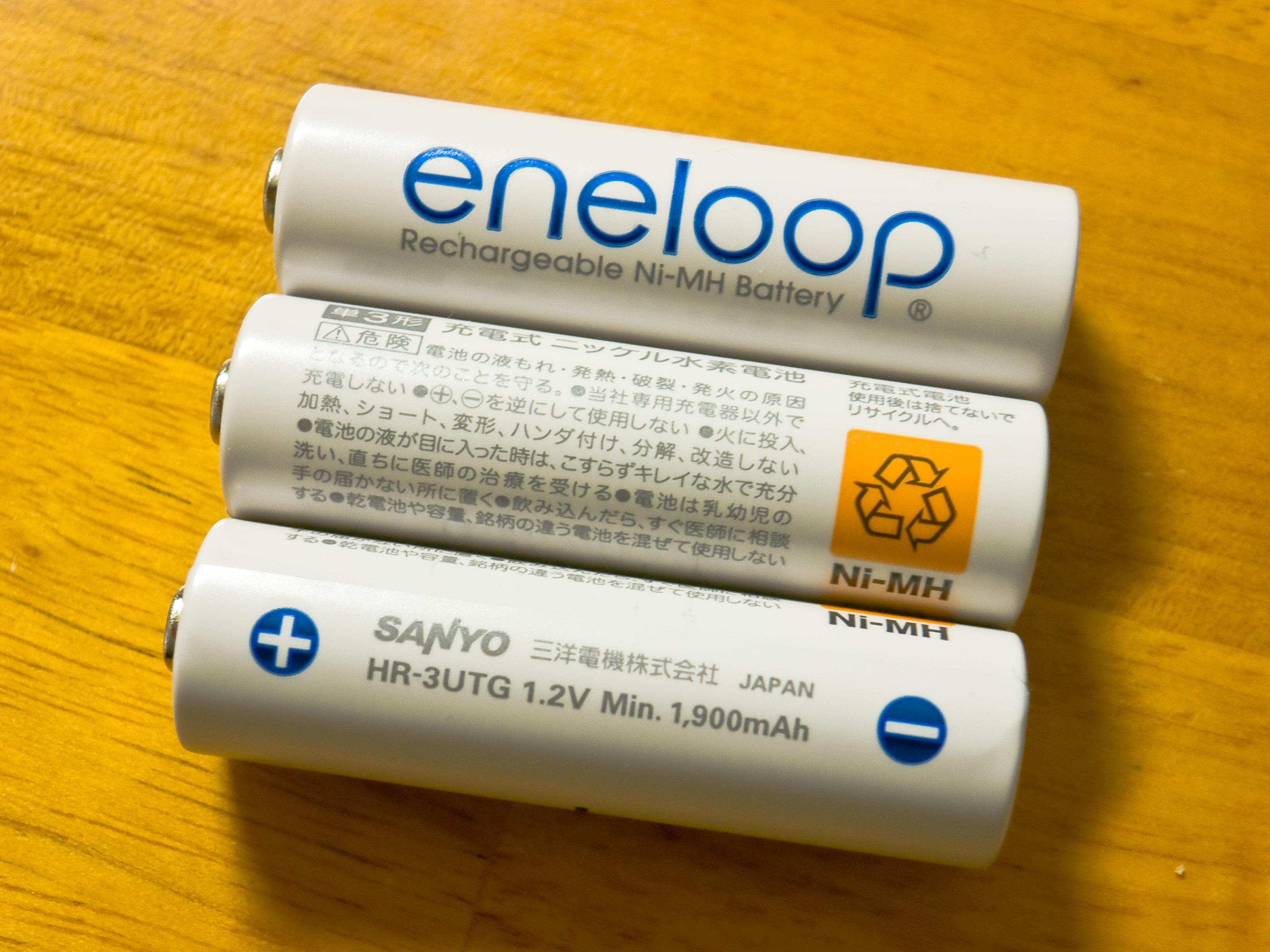
eneloop（AA電池）

eneloop（日語：エネループ，中文译名为“爱乐普”）是三洋電機開發的低自放電鎳氫電池，也是市場上第一款同類型產品，於2005年11月14日進行販售，其登錄商標編號為（日本第4947448號・日本第5062218號），以此商品概念為基礎曾於2006年推出系列品牌「eneloop universe」。其主要特點是舊式鎳氫電池每日損失0.5—4%電量，而eneloop可以在充滿電之後存放一兩年內仍可保持大約85%電量。
2009年12月，Panasonic收购了世界最大的可充电电池生产商三洋电机50.19%的股份，完成了对公司的控股。
2011年時由於松下集團內部重組，所以自2012年起三洋品牌被停用，但eneloop並未被立即更換成松下品牌而是依舊使用三洋品牌，直到2013年4月26日，eneloop才被更換成松下品牌。

## 各系列的eneloop電池

### 依年代分類

#### 第一代
第一代eneloop在2006年推出，可充放電次數約為1000次，漏電低至1年後留有80%電量，最低工作溫度低至-10℃，出廠前預先以傳統電源充電。此型號現已停產。型号为HR-3UTG（AA）与 HR-4UTG（AAA）。
電池容量：
- AA電容量為2000mAh
- AAA電容量為800mAh

#### 第二代
第二代eneloop在2010年推出，可充放電次數增加至1500次，漏電進一步降低至1年後留有85%電量，至3年後留有75%電量，最低工作溫度也改進低至-20℃，出廠前預先以由太陽能取得的電源充電。容量與第一代相同。型號為HR-3UTGA（AA）與 HR-4UTGA（AAA）。

#### 第三代
第三代eneloop可充放電次數增加至1800次，漏電進一步降低至1年後留有90%電量，至3年後留有80%電量，至5年後留有70%電量，容量與第一代相同。型號為HR-3UTGB（AA）與 HR-4UTGB（AAA）。

#### 第四代
在三洋電機被松下電器併購後，第四代產品於2013年四月推出，在某些國家販售的電池外標以Panasonic取代Eneloop字樣。此代產品在技術上的改進為可充放電次數再度增加了。新型號為BK-3MCC（AA）和 BK-4MCC（AAA），可充放電次數最高可達2100次。

#### 第五代
第五代Eneloop并没有经过特别的宣传而在2015年悄然上市了。其基本规格并没有改变，但漏电进一步下降，原本“5年电量残留70%”进步到“10年电量残留70%”，同时基本解决了4代产品被诟病的外皮封装问题。产品的代号改為BK-3MCCE (AA) 及 BK-4MCCE(AAA)。

### 依規格分類

#### eneloop / eneloop plus（白底黑字）
三洋2011年年底推出的一款高安全性电池，作为镍氢电池系列“eneloop”的新产品。据悉,eneloop和eneloop plus最大的不同在于“安全性”。普通电池使用方法错误可能会发生短路现象，电池异常发热，会有爆炸的危险。而eneloop plus在电池内加上热敏电阻（PTC Thermistors），即使发生短路也不会有异常发热和液体外漏的危险。可充电次数为1800次，型号为HR-3UPT（AA）
電池容量：
- AA電容量為min.1900mAh

#### eneloop lite（藍色／白底藍字）
eneloop Lite專設計給低耗電量的情況使用（例如家庭電器的紅外線搖控器、室內無線電話等），可充放電次數增加至3000次，容量小於第一代，漏電特性及最低工作溫度與第二代相同：3年後留有75%電量、-20℃，出廠前預先以由太陽能取得的電源充電。
電池容量：
- AA電容量為1000mAh
- AAA電容量為550mAh

雖然容量減少，但可充放電次數增加，得出更長的電池壽命，所以用在低耗電產品中會較節能，而且也更環保。不過對低耗電產品延長至2000次的充電次數似乎不具有太大意義，畢竟它們很少更換電池。
Panasonic eneloop lite
隨著2013年四月的一般版新產品推出，lite版本也跟著推出新的升級版產品，新版可充放電次數達5000次。型號為BK-3LCC（AA）和 BK-4LCC（AAA）。此升級版電池與一般版相同，在一年後留有90%電量。
电池容量：
- AA电池容量：min.950mAh
- AAA电池容量：min.550mAh

#### eneloop Harmolattice（紅色）
三洋2010年推出一款产品，电池本体为红色，可充电次数为500次。6个月后留有80%电量，1年后留有75%电量。型号为HR-3U25HM（AA）。
電池容量：
- AA電容量為：min.2400mAh

#### eneloop pro（黑色）
XX powered by eneloop
XX powered by eneloop（日本版為eneloop pro）專設計給中高耗電量的情況使用，可充放電次數只有至500次，但電量就有所增加，漏電特性及最低工作溫度與第二代相同：1年後留有75%電量、-20℃，出廠前預先以由太陽能取得的電源充電。型號為HR-3UWX（AA）與 HR-4UWX（AAA）。
電池容量：
- AA電容量為2400mAh
- AAA電容量為900mAh

第二代XX powered by eneloop
第二代XX powered by eneloop專設計給中高耗電量的情況使用，可充放電次數只有至500次，電量相較第一代XX powered微幅增加50mAh，漏電進一步降低至1年後留有85%電量。型號為HR-3UWXB（AA）與 HR-4UWXB（AAA）。
電池容量：
- AA電容量為2550mAh
- AAA電容量為950mAh

Panasonic eneloop pro
新的eneloop Pro與一般版相同，在一年後留有90%電量。與一般版和lite版一樣在2013年四月後採用新名稱，型號為BK-3HCC（AA）和 BK-4HCC（AAA）。

## 產品型號

### 電池
第一代eneloop產品有：
- 1號電池單顆（HR-1UTG-1BP）
- 2號電池單顆（HR-2UTG-1BP）
- 3號電池
  - 2顆入（HR-3UTG-2BP）
  - 4顆入（HR-3UTG-4BP）
  - 8顆入（HR-3UTG-8BP）
  - 12顆入（HR-3UTG-12BP）
- 4號電池
  - 2顆入（HR-4UTG-2BP）
  - 4顆入（HR-4UTG-4BP）
  - 8顆入（HR-4UTG-8BP）

### 充電器單體
2007年8月時開始販售eneloop用充電器
- NC-TGU01通用充電器
- NC-TG1 3號・4號兼用充電器（標準充電速度、可充4顆電）
- NC-MR58（急速充電、附放電功能，可充4顆電池）
- NC-M58（急速充電、可充4顆電池）

### 電池・充電器組
- 附電池・間隔塊的充電器組（N-TG6SET）
- 附4顆3號eneloop電池且具備残存容量確認功能的急速充電器組（N-MR58TGS）
- 附4顆3號eneloop電池的加倍急速充電器組（N-M58TGS）
- 附2顆3號eneloop電池・2顆4號eneloop的充電器組（N-TG104S）
- 附4顆3號eneloop電池的充電器組（N-TG1S）
- 附2顆3號eneloop電池的急速充電器組（N-MDR02S）
- 附2顆4號eneloop電池的急速充電器組（N-MDR0204S）
- USB用充電器組（N-MDU01S）— 2007年5月21日也開始販售
- 含電池的充電組使用USB電源，可急速充2顆電池（NC-MDU01）
- 含電池的充電組急速充2顆電池（'NC-MDR02）

### 遊戲機專用
- Wii控制器用無接點充電組（N-WR01S）
此為業界中唯一得到任天堂授權的電池商品。新聞稿中也提到此充電組為Wii推薦使用產品。這件產品可以說是三洋曾推出的名為TOY CELL的任天堂授權玩具用充電電池的後繼產品。

詳細的產品資料請參考 此網站。

## eneloop universe
eneloop universe是以eneloop的理念進行発展的系列商品。並於2007年度日本GOOD DESIGN中獲得大賞（内閣總理大臣獎）。
此外、此系列產品名稱中字尾加了●的代表可使用市場上販售的eneloop產品、○則是撘載了熱量測量裝置（過熱防止功能）。

### 第1波
eneloop solar charger●
以使用太陽能發電來對eneloop產品進行充電為目的而在充電器上加裝太陽能板，於2006年11月21日開始販售。原本eneloop的設計理念就是需考慮對環境的影響，但從和舊有產品一樣皆使用插頭進行充電來看，雖然對於乾電池的廃棄量與電池原材料的減少和節約有益處，但對於節省電力資源來說並沒有幫助。因此eneloop solar charge可以說更能實現商品原有的理念。剛販售時採預定方式，但現在在網路購物網站上可以隨時買到。另外由於內建鋰離子電池，在晚上也可以進行充電，但一個星期左右就必須接受太陽光照射。
eneloop kairo○
為內建約可重複使用500次鋰離子電池的懷爐，於2006年12月1日開始販售。可切換約41℃的「弱」模式與約43℃の「強」模式兩種溫度。「弱」模式約可使用6小時、「強」模式約可使用5小時。充電使用附贈的直流變壓器，約5小時可充電完成。
eneloopy●
小狗形狀的eneloop専用電池檢測器。其設計為電池電量沒問題時鼻子部分會發青光。2006年12月時作為新奇品發表，在市面上並沒有販售。

### 第2波
eneloop kairo○
最新式的充電懷爐，與前一代設計相同，但顏色上多了黑色與粉紅色。另外充電時間約縮短2小時左右，且弱模式可延長使用1小時。此外還增加可以用LED來顯示電池殘餘量的功能。
eneloop anka●
充電式可攜式保暖帶。為不使用水的暖水帶，主要作為保溫墊使用。因內建過熱防止裝置，因此可以適用年齡層很廣，並且具備生活防水機能（約IPX4級防水）。
eneloop mobile booster○
可以將電力由USB輸出的充電器・鋰離子電池組。使用eneloop電池為外部裝置充電，也可由外部接受電力進行電池的充電。
三洋電機eneloop universe第2弾発表

### 第3波
eneloop solar light●
使用太陽光為電力，可進行USB電力輸出且附LED照明的產品。有照明功能且備有USB輸出介面，可將電力提供給對應的機器。此外因應生活防災設計，附有緊急信號閃光功能。與eneloop mobile booster連接後可使用、市售的eneloop電池。
eneloop kairo●○
在第2代品後緊接著第3代產品也開始販售。第三代產品將原本的單面發熱設計改為雙面發熱，且電源由內建電池改為可換式eneloop3號電池。市售產品僅有第3代能使用eneloop電池。
eneloop soft warmer○
發熱型護膝。由於不需插電，外出時也可以使用。
eneloop air fresher
可攜式空氣清浄機。導入三洋電機空氣清浄技術，進行小型化使其能於汽車內使用。可使用内建的充電式電池、直流電源、點煙器插座3種電源。

## 參看
- 低自放電鎳氫電池（LSD Ni-MH）
- 鎳氫電池（Ni-MH）
- 鎳鎘電池（Ni-Cd）
- 鋰離子電池（Li-ion）
- 鹼錳電池即鹼性電池
- 鋰電池
- 充電器

## 外部連結
- 低漏電電池技術 (轉自三洋公司)
- 三洋公司電池產品網頁